# Arkadin
Arkadin SAS ist ein global tätiger Anbieter von Collaboration Services. Das Unternehmen wurde 2001 von Olivier de Puymorin gegründet und hat seinen Hauptsitz in Paris, Frankreich, sowie weltweit 50 Niederlassungen in 30 Ländern. In Deutschland verfügt Arkadin über Niederlassungen in Frankfurt am Main und München, die Niederlassung in der Schweiz befindet sich in Zürich. Arkadin bietet skalierbare, cloudbasierte Lösungen für Unified Communications (UC), Audio-, Web- und Videokonferenzen sowie virtuelle Veranstaltungen und betreibt seit 2011 eine Conferencing-Cloud.
Seit 2014 gehört Arkadin, der damals weltweit drittgrößte Anbieter im Bereich Videokonferenzen, zur NTT Communications Corporation (NTT Com), dem Tochterunternehmen für globale ITK-Lösungen von NTT, Japans größtem Telekommunikationsunternehmen.
2016 wurde Didier Jaubert als CEO von Arkadin SAS berufen. Der Gründer und bisherige CEO Olivier de Puymorin fungiert weiterhin als CEO der Holdinggesellschaft Arkadin International.